# Ту-2

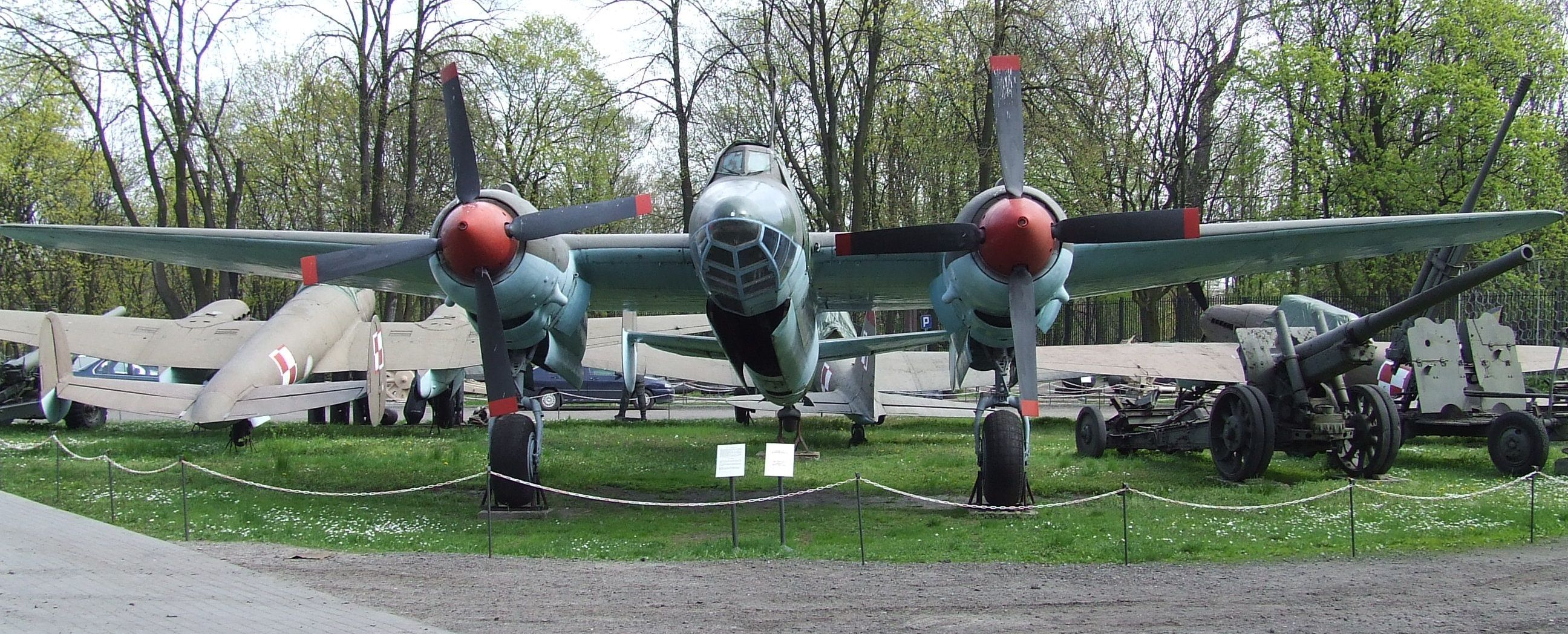
Ту-2 в Музее Войска Польского

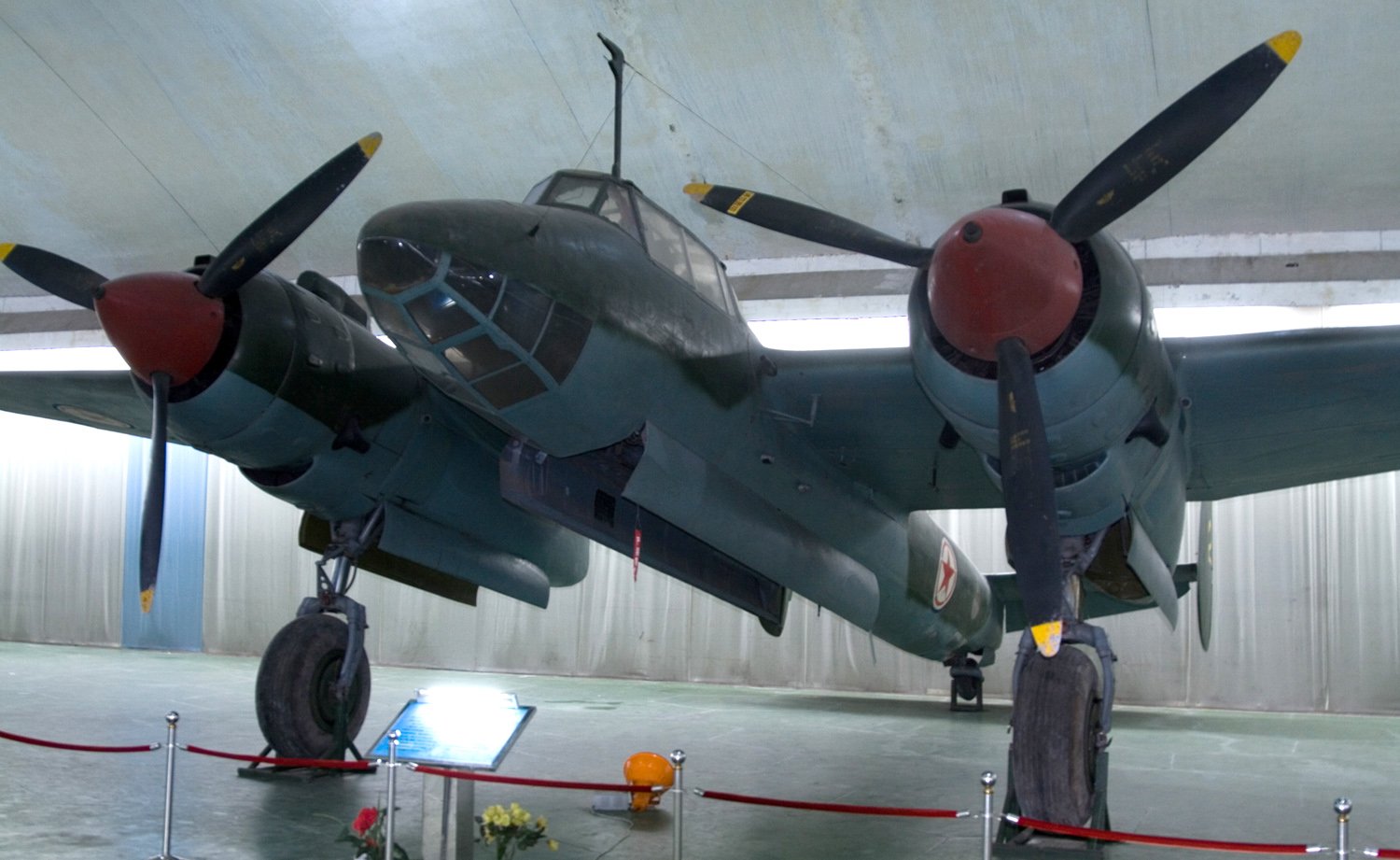
Ту-2 в Китайском музее авиации

Ту-2, также известный как АНТ-58 и самолёт «103» (по кодификации НАТО: Bat — «Летучая мышь») — двухмоторный советский высокоскоростной дневной бомбардировщик / фронтовой бомбардировщик времён Второй мировой войны.

## Разработка
Осенью 1938 года в ЦКБ-29 4-го отдела НКВД (СпецТехОтдела или в сокращении СТО) был направлен авиаконструктор Андрей Николаевич Туполев, арестованный 21 октября 1937 года по обвинению во «вредительстве». Во время служебной командировки в САСШ, по версии следствия, он допустил действия, подрывающие мощь советского государства. До этого около года Туполев провел в Бутырской тюрьме.
По воспоминаниям заместителя Генерального конструктора по оборудованию Леонида Кербера и начальника Отдела общих видов Сергея Егера, Туполев, находясь в ЦКБ, получил задание на разработку самолёта, способного наносить бомбовые удары по кораблям английского флота в море. Данное решение правительства было обусловлено сложной международной обстановкой накануне Второй мировой войны.
К будущему самолёту были выработаны следующие требования:
а) Самолет должен иметь дальность не менее 5000-6000 км, чтобы с территории Союза долетать до английских военно-морских баз и возвращаться обратно. Это требует создания большого самолета, так как весовая отдача по топливу растет с увеличением взлетного веса;
б) Самолёт должен выполнять полет на высоте до 10000 м, и, следовательно, должен иметь герметические кабины для экипажа и высокую энерговооруженность, т.е. должен иметь четыре мотора;
в) Самолет должен иметь возможность пикировать с большими скоростями, с тем, чтобы «выстреливать» бомбу для максимального сокращения времени ее полета и для резкого повышения вероятности поражения маневрирующих целей.
Коллектив конструкторов под руководством Андрея Туполева приступил к работам по проектированию и постройке самолёта «Пикирующий Бомбардировщик ПБ-4» (другое обозначение — «Андрей Николаевич Туполев АНТ-57»).
Самолёт должен был иметь высоту полёта не менее практических потолков истребителей вероятного противника и скорость полёта, близкую к ним; возможность скоростного пикирования с минимальным временем атаки; радиус полёта как минимум до основной базы британских ВМС Скапа-Флоу на Оркнейских островах. Предполагалось на самолёте использовать 4 двигателя М-105ТК с турбокомпрессорами и установить самое совершенное оборудование для полётов над морем в любых метеоусловиях, как днём, так и ночью.
Технический проект «ПБ» был готов в сентябре 1939 года.
Но с началом Второй мировой войны возникли обоснованные сомнения в целесообразности создания морского пикировщика для ударов по кораблям Великобритании.
После обсуждения проекта «ПБ» в сентябре 1939 года конструкторов бригады Туполева с представителями управления ВВС КА и НИИ ВВС РККА года было принято совместное решение о прекращении работ над четырёхмоторным пикирующим бомбардировщиком, и, используя наработки по проекту «ПБ», конструкторам предписывалось начать работы над скоростным фронтовым пикировщиком с двумя моторами.
Вначале проект имел обозначение «ФБ» — «Фронтовой Бомбардировщик».
В начале 1940 года проект «ФБ» был одобрен ВВС и Центральным комитетом  ВКП(б). Коллективу Туполева было предложено форсировать работу.
К февралю 1940 года был проработан эскизный проект самолёта.
1 февраля 1940 года состоялось совместное заседание представителей Управления ВВС и ОТБ НКВД по рассмотрению первого эскизного проекта пикирующего бомбардировщика «ФБ 2М-120». По докладу Туполева:
ФБ — скоростной двухмоторный пикирующий бомбардировщик, предназначенный для действий по целям, расположенным во фронтовой полосе и ближних тылах противника. ФБ позволяет вести бомбардирование с длительного глубокого пикирования на наиболее выгодных углах (55-75°) при скоростях, достигающих 900 км/ч. Конструкция, обзор, вооружение и оборудование самолета разработаны с учетом специфических условий глубокого пикирования и высоких скоростей. ФБ несет максимальную бомбовую нагрузку до 2000 кг при дальности 1000 км и бомбовую нагрузку 1000 кг при максимальной дальности 2000-2500 км. ФБ допускает размещение различных по типу и калибру бомб, от бронебойных весом 1500 кг, предназначенных для потопления современных линкоров, закрытых мощной броней, до малых осколочных весом 0,7 кг (в количестве до 2259 шт.) для уничтожения живой силы в местах ее скопления. ФБ имеет горизонтальную скорость 700-740 км/ч, потолок 13000-14000 м и высокую маневренность, вооружен шестью скорострельными пулеметами с емкостью патронных ящиков на 6000 шт., а весь экипаж его защищен броней — все это позволяет успешно преодолевать сопротивление лучших современных истребителей. ФБ может, в случае надобности, вести стрелковые атаки по земным целям, так как четыре его передних скорострельных пулемета могут быть наклонены на требуемый для этого угол. ФБ по своей конструкции допускает постановку его на массовое механизированное производство.
С марта 1940 года развернулось проектирование агрегатов самолёта и начали строить натурный макет. В это же время «ФБ» получил заводской шифр «103». С этого момента аббревиатура «АНТ» на самолётах ОКБ Туполева больше не применялась.
21 апреля состоялась макетная комиссия по самолёту. По результатам макетной комиссии были выработаны тактико-технические требования к самолёту.
Государственный Комитет Обороны своим Постановлением от 1 июня 1940 года приказал: «Построить три экземпляра двухмоторных пикирующих бомбардировщиков ОТБ НКВД, завод № 156, со сроками: 1-й экземпляр с АМ-35А к 1 января 1941 года, 2-й экземпляр с М-120 ТК-2 к 1 марта 1941 года, 3-й экземпляр с М-120 ТК-2 к 1 мая 1941 года».
Постройка самолёта «103» продвигалась быстро. В начале декабря 1940 года приказом НКАП № 689 был назначен экипаж для проведения заводских испытаний самолёта: первый летчик — М. А. Нюхтиков, второй — Ф. Ф. Опадчий. 8 января 1941 года постройка закончилась, и в ночь с 9 на 10 января машину перевезли на Щелковский аэродром для проведения натурных испытаний.
29 января 1941 года лётчик-испытатель М. А. Нюхтиков выполнил первый полёт. Госиспытания проходили в июне-июле 1941 года, параллельно со второй машиной «103У» (изделие 59). По результатам испытаний было принято решение о продолжении работ по самолёту «103», но без запуска в серию. На базе «103У» с увеличенным составом экипажа до 4 человек (добавили стрелка для обороны верхней полусферы) было решено начать серийное производство. В Акте по испытаниям говорилось:
Самолет «103» проходил испытания в НИИ ВВС с 29 января 1941 года... Самолет «103», имеющий скорость современного истребительного самолета и прошедший первый этап государственных испытаний, рекомендовать к постройке в качестве многоцелевого самолета, могущего выполнять задачи бомбардировщика и истребителя, для чего усилить его пушечное вооружение и броневую защиту...
Из-за начавшейся войны и быстрого продвижения вермахта по территории СССР ОТБ НКВД (КБ-29 НКВД) было эвакуировано из Москвы в Омск на завод № 166 НКАП. С 07.10.1941 года Туполев назначен главным конструктором завода и ОКБ-166 НКАП. Заместителем главного конструктора был назначен Б. А. Саукке, помощником главного конструктора — Д. С. Марков. Ведущим инженером по летным испытаниям «103» в 1941 году стал Е. К. Стоман.
Самолёт «103В» (изделие 60) проектировался параллельно с машинами «103» и «103У», но под моторы воздушного охлаждения, в перспективе предполагалось устанавливать на самолёт двигатели М-120ТК-2. Отсутствие к сроку новых моторов заставило переработать проект под моторы М-82А. Из-за недоведённости силовых установок испытания самолёта затянулись до августа 1942 года.
27 июля 1941 года вышло Постановление ГКО № 296, а 29.07.1941 года — Приказ НКАП № 761 об ускорении выпуска самолётов «103У».
В августе в корпусе № 47 завода № 166 была начата сборка опытного экземпляра самолёта «103б». 19 августа 1941 года вышло Постановление ГКО № 512 об ускорении работ на заводе.
С сентября 1941 года началась подготовка к производству «103У».  Постановлением ГКО № 703с от 22.09.1941 года за невыполнение плана по выпуску самолёта «103У» в III-м квартале директор завода А. В. Ляпидевский был снят с должности; на завод для ликвидации прорыва было направлено 20 начальников цехов и более 150 мастеров. Постановлением ГКО № 915 от 19.11.1941 года предписано перейти на выпуск самолёта с двигателями М-82. По приказу НКАП № 1147 от 20.11.1941 года заводу предписано переключиться на выпуск «103В».
22.03.1942 года вышло официальное постановление ГКО № 1480 о производстве на заводе № 166 самолёта «103».
В результате на заводе № 166 первый серийный самолёт «103В» был построен в феврале 1942 года, а всего завод в течение 42-го года изготовил 7 серий (80 самолётов), после чего производство Ту-2 было прекращено.
Постановлением ГКО № 1498 от 26.03.1942 года самолёт «103В» был переименован в Ту-2.
Осенью 1942 года КБ Туполева вернулось на площадку завода № 156 в Москву. Возвращение ОКБ в Москву из Омска повлекло свёртывание производства самолёта «103» на заводе № 166 в Омске и переходе на выпуск Як-7.
С апреля 1943 года Московский завод № 156 передан из 6-го Главного управления (ГУ) в 7-е ГУ НКАП, и началось возобновление работ по опытному самолётостроению. По Приказу № 233с от 14/19.04.1943 года главным конструктором — ответственным руководителем завода назначен А. Н. Туполев. Осенью 1943 года ОКБ-156 НКАП приступило к проектным работам.
17 июля 1943 года вышло Постановление ГКО № 3754 по восстановлению серийного производства «Ту-2 с 2М-82ФН», получившего наименование Ту-2С («С» — «Серийный»), или «изделие 61».
Таким образом развертывание ОКБ в Москве, продолжение конструкторских работ по улучшению самолёта и организация серийного производства сдвинули сроки работ по самолёту ещё на год.
Серийный самолёт Ту-2С получил звездообразные моторы АШ-82ФН с непосредственным впрыском топлива, которые имели лучшую тягу, чем прежние АМ-38, но из-за возросших массы и лобового сопротивления была занижена максимально достижимая скорость в горизонтальном полете. Также значительно было переработано стрелково-пушечное вооружение самолёта.
Была проведена чрезвычайно большая  работа по облегчению самолёта, его упрощению, унификации производства. В частности, на самолёте, с целью повышения боевой живучести и снижения трудоёмкости обслуживания, максимально упростили гидросистему и электрооборудование, в том числе сняли все плафоны внутреннего освещения, а дефицитная экранированная проводка частично была заменена на обычную, если имелось естественное экранирование в конструкции элементов планера. На Ту-2 первых выпусков имелся серьёзный недостаток — тенденция к развороту в конце пробега, вызванная особенностью системы раздельного торможения колёс педалями путевого управления и плохой работой гидравлического фиксатора нейтрального положения хвостового колеса. Система тормозов шасси была полностью переделана по американскому образцу (как на самолёте Ли-2).
В дальнейшем были продолжены работы по модификациям Ту-2. В соответствии с Постановлением ГКО № 5947 от 22.05.1944 года был создан опытный СДБ («63»).
Приказом № 444 от 20.07.1944 года создан опытный Ту-2М с двигателем АШ-83ФН.
В соответствии с Постановлением Совета министров № 472-191 от 26.02.1946 года разрабатывались варианты Ту-2 с двигателями М-250 и  М-93 (Ту-6). Однако, Постановлениями № 2548-1065 от 30.11.1946 года и № 493-192 от 11.03.1947 года, соответственно, работы над самолётом были прекращены.
Постановлением Совета министров № 2941-957 от 22.08.1947 года под обозначением Ту-6 создан фоторазведчик Ту-2Ф.
В 1946 году создан опытный Ту-2Д («65»), но Приказом № 766 от 04.12.1946 года работы по нему прекращены.
В 1947 году выпущена малая серия Ту-10 – последнего советского бомбардировщика с поршневыми двигателями.
В соответствии с Постановлением Совета министров № 760-288 от 22.02.1949 года проводились работы по буксировке за Ту-2 истребителя Як-23 с возможностью отцепки и повторной сцепки в воздухе.

## Производство
Все опытные самолёты Ту-2 строили на московском заводе № 156:
- в 1940 году самолёт «103» — один
- в 1941 году: «103У» — 1 самолёт и «103В» — 1 самолёт

Производство первой партии серийных самолётов было организовано в Омске на объединённом заводе № 166 НКАП (почтовый адрес: 644021 г. Омск ул. Б. Хмельницкого, 226 «Икар», п/я 7), на который в 1941 году был эвакуирован ряд промышленных предприятий и ОКБ с запада страны. Главный конструктор завода — Туполев Андрей Николаевич.
Серийный выпуск Ту-2 в различных модификациях продолжался с 1942 по 1952 год.
| модель      | Производитель  | 1941 | 1942 | 1943 | 1944 | 1945 | 1946 | 1947 | 1948 | 1949 | 1950 | 1951 | 1952 | Всего |
| ----------- | -------------- | ---- | ---- | ---- | ---- | ---- | ---- | ---- | ---- | ---- | ---- | ---- | ---- | ----- |
| Ту-2        | № 23 (Москва)  |      |      | 16   | 378  | 689  | 188  | 244  | 259  | 2    |      |      |      | 1776  |
| Ту-2        | № 166 (Омск)   | 1*   | 79   | 1    |      |      | 2    | 48   | 62   | 110  |      |      |      | 303   |
| Ту-2        | № 39 (Иркутск) |      |      |      |      |      |      | 5    | 48   | 161  | 4    |      |      | 218   |
| Ту-2        | № 82 (Москва)  |      |      |      |      |      |      |      |      |      |      | 19   | 6    | 25    |
| Ту-2Р(Ту-6) | № 23 (Москва)  |      |      |      |      | 20   | 1    | 13   | 50   |      |      |      |      | 84    |
| Ту-2У       | № 23 (Москва)  |      |      |      |      | 33   | 23   | 78   |      |      |      |      |      | 134   |
| Всего       | Всего          | 1*   | 79   | 17   | 378  | 742  | 214  | 388  | 419  | 273  | 4    | 19   | 6    | 2540  |

| Квартал | I   | II  | III | IV  | Всего |
| ------- | --- | --- | --- | --- | ----- |
| Ту-2    | 189 | 250 | 177 | 126 | 742   |

## Боевое применение
Первые три машины «103ВС» поступили на фронтовые испытания в сентябре 1942 года на Калининский фронт, аэр. Мигалово. Вместе с самолётами прибыла заводская бригада во главе с Д. С. Марковым. На боевые вылеты привлекались как испытатели, так и фронтовые экипажи. Всего было выполнено 25 вылетов, по результатам которых было составлено заключение о высокой надёжности и эффективности самолёта. Фронтовые пилоты, сравнивая испытываемый самолёт со стоявшими на вооружении Пе-2 отмечали, что на Ту-2 значительно проще пилотирование, имелась возможность продолжения полёта на одном двигателе, значительно более мощное бомбовое вооружение и ещё ряд положительных качеств. Впрочем, также отмечали низкую надёжность моторов М-82.
Первую партию серийных самолётов Ту-2 (29 машин) получил 132-й отдельный бомбардировочный авиационный полк, который принимал участие в боевых действиях с ноября 1942 года по май 1943 года, после чего полк был отведён в тыл на переформирование. Оставшиеся исправные 10 машин полка  были переданы в 47-й авиационный полк дальних разведчиков, который впоследствии стал лидерным по испытаниям всех разведывательных вариантов Ту-2.
12-й дальнебомбардировочный авиационный полк получил Ту-2 в декабре 1942 года. Этот полк назначили лидерным по войсковым испытаниям данного самолёта и он провоевал на них всю войну.
2-й дальний разведывательный авиационный полк получил четыре самолёта Ту-2, которые силами ПАРМ в Монино были переоборудованы в разведчики. Полк, базируясь в Мигалово, производил разведывательные полёты, затем в начале 1943 года в полк поступило три Ту-2Р с завода в Омске.
Всего на войсковые испытания попал 61 построенный к тому времени самолёт (по другом сведениям — 63); в боях было потеряно 19 машин, причём от огня противника только одна.
Массовая постройка и поступление самолёта в войска началась весной 1944 года. Полностью была вооружена самолётами Ту-2С 334-я бомбардировочная авиадивизия в составе трёх полков − 12-й БАП, 132-й БАП и 454-й БАП.
К началу 1945 года на фронте имелось 279 самолётов Ту-2, сведённые в 6 авиационный корпус, и 113-я отдельная бомбардировочная дивизия резерва ВГК. После окончания боевых действий на советско-германском фронте 6-й БАК и 113 ОБАД, вошедшая в состав 7-го БАК, были переброшены на Дальний Восток, где с большим успехом участвовали в войне с Японией.
Ту-2 оставался на службе в ВВС СССР в послевоенные годы, заменив списанные сразу после войны Ил-4 и Пе-2, и эксплуатировался до начала 1950-х годов, вплоть до перевооружения на реактивную авиацию.
Ту-2 поставлялся в НРБ, СРР, ВНР, ПНР, Китай. В КНР машина эксплуатировалась до 1982 года. Некоторые китайские Ту-2 были сбиты британскими и американскими самолётами во время Корейской войны. Самолёт также использовался КНР в боях с войсками Чан Кайши. Некоторое количество самолётов КНР передала Индонезии.

## Сравнение с аналогами
По совокупности лётно-технических характеристик, технологичности производства, соотношению боевых потерь на самолёто-вылет Ту-2 может считаться лучшим фронтовым бомбардировщиком СССР во Второй мировой войне, несмотря на небольшой вклад в победу над нацистской Германией (трудности военного времени не позволили своевременно начать массовое производство этого самолёта).
Единственным серьёзным недостатком машины оставался плохой обзор с рабочего места штурмана, хуже, чем у всех остальных самолётов, советских и поступавших в СССР по ленд-лизу.

## Награды
За руководство по созданию фронтового бомбардировщика Ту-2 А. Н. Туполеву в 1943 году присуждена Сталинская премия первой степени; 19 августа 1944 года было присвоено звание генерал-майора авиационно-инженерной службы.

## Модификации

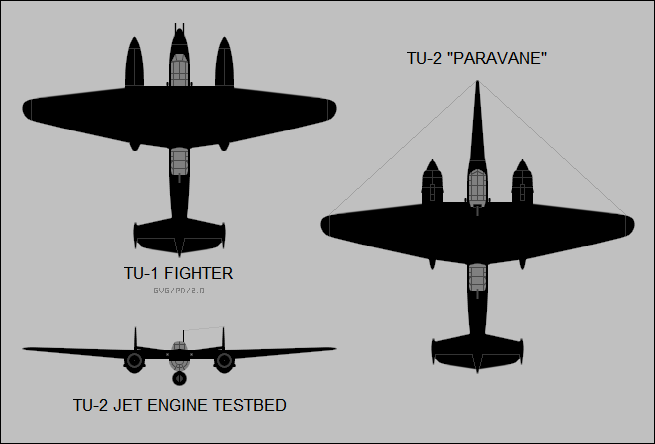
Ту-1 и Ту-2

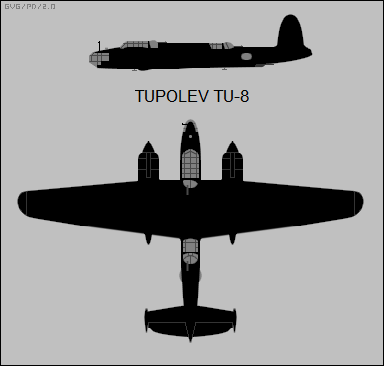
Ту-8

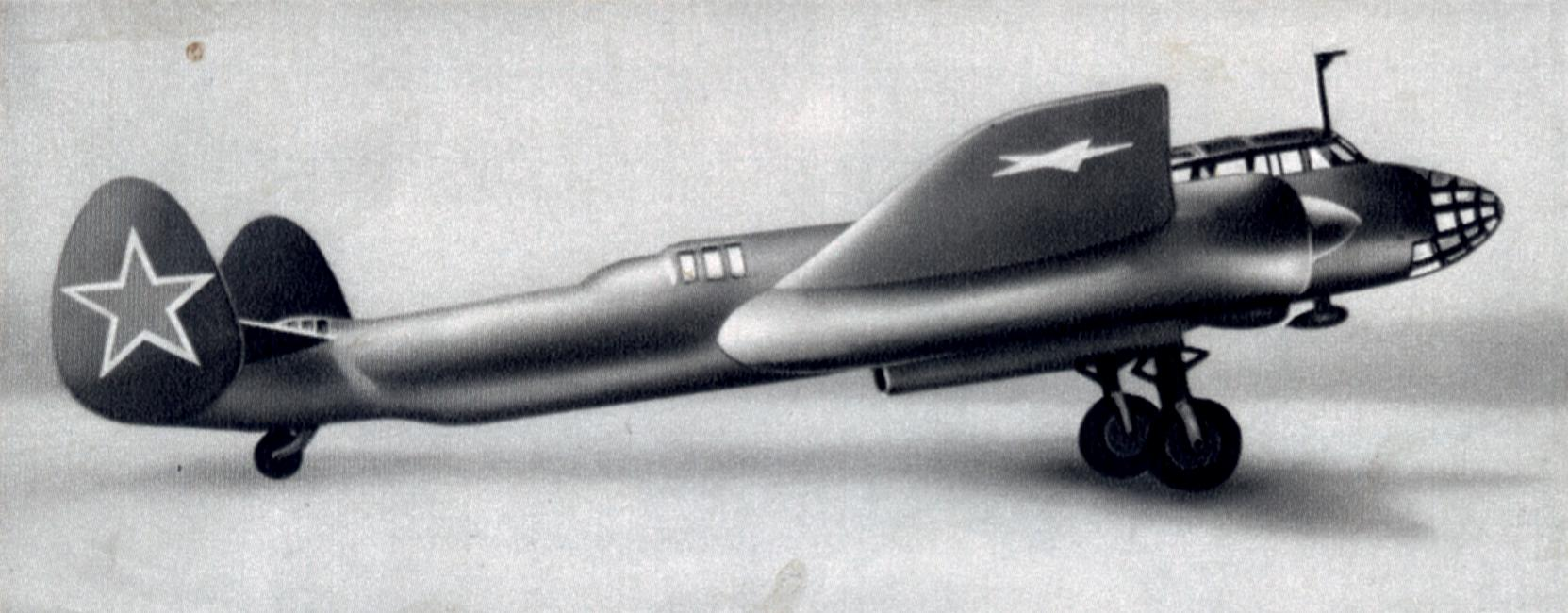
УТБ

- АНТ-58, «Самолёт 103» — имел двигатели 2 × АМ-37 1400 л. с. с водяным охлаждением. (1941). Скорость — 635 км/ч на высоте 8000 м[9]. Из готовых для серийного производства самолётов в начале 1941 года только Ту-2 развивал такую скорость на столь большой высоте[10]. Потолок — 10600 м, дальность — 2500 км[9].
- АНТ-67 — пятиместный бомбардировщик дальнего действия.
- Ту-1 (АНТ-63Р) — трёхместный истребитель-перехватчик дальнего действия.
- Ту-2 — имел двигатели 2 × М-82 воздушного охлаждения 1450 л. с. с увеличенной массой броневой защиты (1942).
- Ту-2С (АНТ-61) — имел двигатели 2 × М-82ФН со звездообразно расположенными цилиндрами, мощностью 1670/1850 л. с. и упрощённый состав бортового оборудования; проведены множественные доработки с целью снижения веса, повышения живучести, упрощения эксплуатации. Стал базовой моделью для массового серийного производства в 1943 году.
- Ту-2Д (АНТ-62) — модификация; самолёт дальнего действия; имел двигатели 2 × М-82ФН 1670/1850 л. с. (1943).
- Ту-2ДБ (АНТ-65) — модификация; дальний бомбардировщик.
- Ту-2Ф (АНТ-64) — модификация; предназначен для аэрофотографической разведки; строился на Иркутском авиазаводе № 39.
- Ту-2Г — высокоскоростная грузовая модификация.
- Ту-2К — построено два самолёта для испытания катапультируемых кресел.
- Ту-2М (АНТ-61М) — опытный самолёт Ту-2 2М-82ФН № 716, переоборудованный под моторы АШ-83ФН; серийно не строился.
- Ту-2Н — модификация для испытания турбореактивных двигателей Ролс-Ройс Нин (Rolls-Royce Nene).
- Ту-2 «Параван» — построено два самолёта для испытания паравана — устройства, перерезающего тросы воздушных аэростатов.[11][12]
- Ту-2Р — разведывательная модификация. Отличался наличием на борту аэрофотоаппарата и сопутствующего оборудования. Мог использоваться в качестве бомбардировщика.
- Ту-2Ш — опытный штурмовик для отработки различного вооружения; имел 88 × ППШ-41 (!), 2 × НС-37 и 2 × НС-45, 1 × 57 мм пушка РШР.
- Ту-2РШР — прототип; имел 1 × 57 мм пушку РШР в передней части фюзеляжа.
- Ту-2/104 — прототип всепогодного перехватчика.
- Ту-2Т (АНТ-62T) — торпедоносец на базе Ту-2С.
- Ту-6 — самолёт-разведчик; строился на заводе № 23 серийно и поступал на вооружение.
- Ту-8 (АНТ-69) — бомбардировщик дальнего действия.
- Ту-10 (АНТ-68) — прототип бомбардировщика общего назначения.
- УТБ (УТБ-2) — учебный самолёт с двигателями 2 × АШ-21 690 л. с., созданный в ОКБ-51 Павла Сухого в 1946 году; строился серийно до 1948 года[13].
- Ту-2ЛЛ — самолёт-летающая лаборатория. В 1946 — 1947 годах три серийных Ту-2С были переоборудованы для испытаний и доводок первых советских ТРД. Существовала модификация для испытаний самолётов-снарядов ОКБ-52 и модификация для испытаний сверхзвуковых моделей.[14]

## Операторы
Операторы Второй мировой войны
- СССР

Послевоенные операторы
- СССР

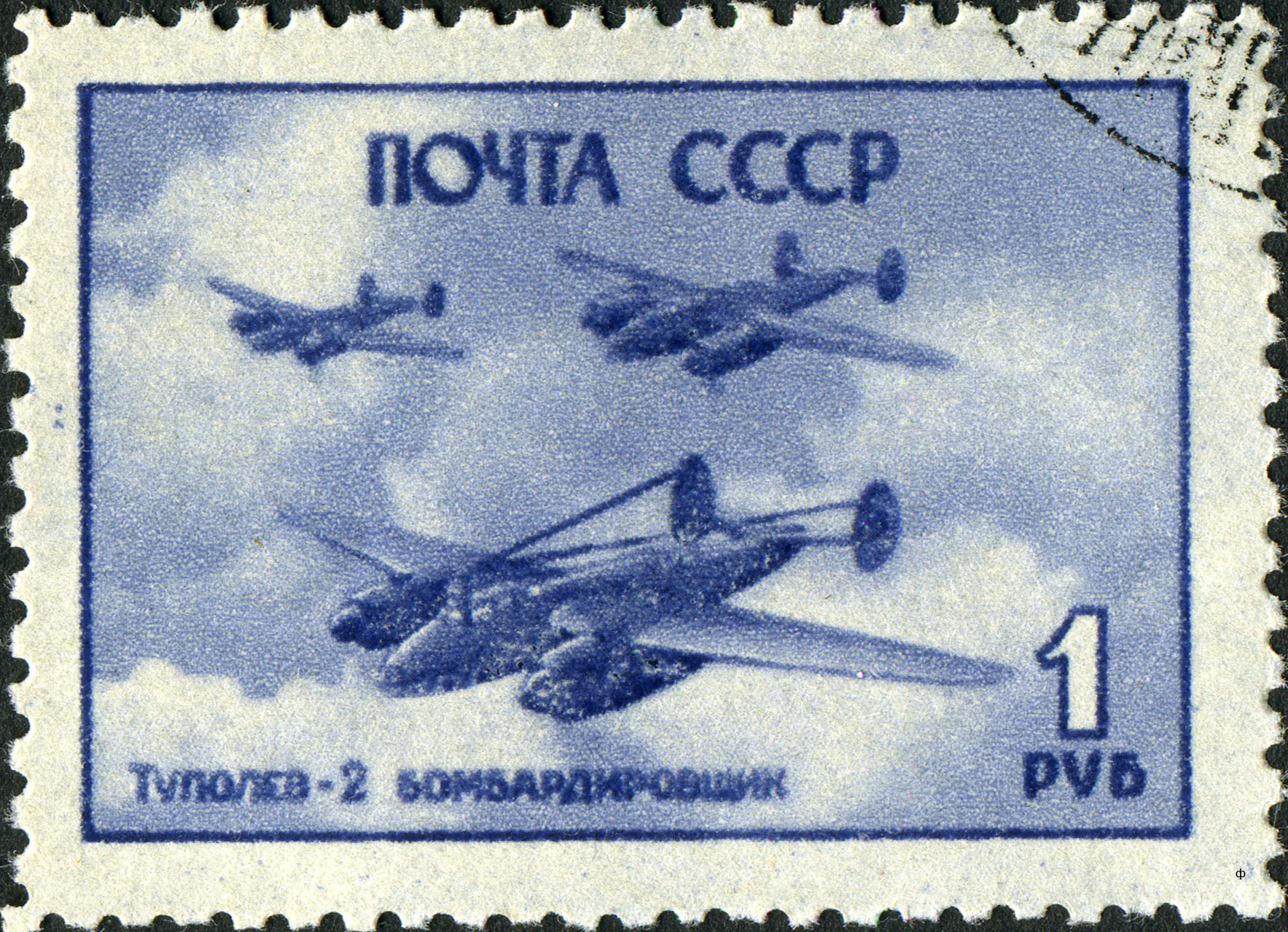
Почтовая марка СССР военных лет с изображением звена Ту-2.

- ПНР — 7 самолётов в период с 1950 по 1957 год[15]

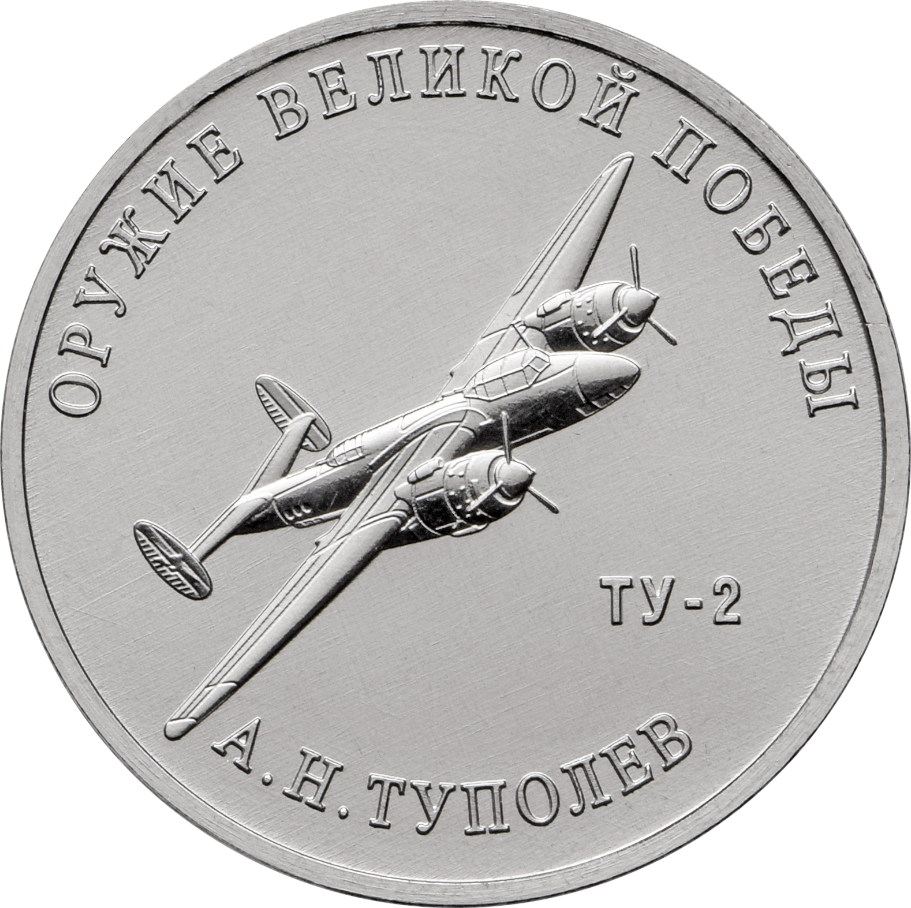
Монета Банка России. 25 рублей, реверс, анциркулейтед. Медно-никелевый сплав. Серия «Оружие Великой Победы (конструкторы оружия)». Конструктор А.Н. Туполев, фронтовой бомбардировщик Ту-2.

- НРБ
- СР Румыния
- ВНР
- Китай
- КНДР
- Индонезия

## Конструкция
При написании раздела использовалась информация из следующей литературы: «Самолёт Ту-2 с моторами АШ-82ФН». Книга вторая: «Вооружение самолёта»; «Самолёт Ту-2», книга третья: «Описание конструкции и оборудования». Государственное издание оборонной промышленности СССР, 1946 год. Для служебного пользования; «Самолёт Ту-2», книга третья: «Описание конструкции и оборудования». Оборонгиз, 1951 год; «Справочник по авиационным моторам», Государственное издание оборонной промышленности СССР, 1943 год; другие документы, в части касающихся данной темы (в некоторых местах текста сохранена терминология тех лет, которая отличается от современной).

### Общая информация по самолёту
Цельнометаллический двухмоторный скоростной пикирующий бомбардировщик-высокоплан с разнесённым двухкилевым оперением и убираемым двухстоечным шасси с хвостовым колесом. В части фюзеляжа, распложенной под крылом, находится бомбовый отсек. Экипаж состоит из четырёх человек: лётчика, штурмана, стрелка и стрелка-радиста. 
На самолёте в двух мотогондолах под крылом установлено два звездообразных мотора воздушного охлаждения АШ-82ФН с автоматическими воздушными винтами изменяемого шага. Правый и левый мотор полностью взаимозаменяемы.
Весь планер самолёта Ту-2, для обеспечения технологичности производства, состоит из самостоятельных предварительно собранных агрегатов, сочленяемых в процессе сборки самолёта на заводе: носовой части фюзеляжа, центральной части фюзеляжа с центропланом, двух отъёмных частей крыла с законцовками, хвостовой части фюзеляжа с хвостовым обтекателем (коком), стабилизатора и двух килевых шайб.
Для обеспечения боевой живучести на Ту-2 применяется локальное бронирование всех рабочих мест членов экипажа и конструкции планера, также приняты меры по предотвращению пожара и уменьшению повреждений при его возникновении.
Самолёты выпуска 1942 года (заводом № 166) были оборудованы тормозными решётками для бомбометания с глубокого пикирования (до 70°) и один серийный самолёт проходил испытания на пикирование в НИИ ВВС КА, по результатам которых от данного вида боевого применения было решено отказаться, и в дальнейшем до конца войны самолёты Ту-2 более никогда не оборудовались и не применялись в роли пикирующего бомбардировщика. Исследования по бомбометанию с глубокого пикирования в СССР проводились уже после войны и на самолёты Ту-2 с флюгерными винтами был установлен новый автомат пикирования АП-3С. Согласно ремонтному (доработочному) бюллетеню № 68Р от 1950 года, вводились новые ремни штурмана, дорабатывался и настраивался автомат пикирования, усиливалась конструкция и затем проводились лётные испытания строевых самолётов.
Конструкция и оборудование самолётов Ту-2 выпуска 1942 года и более поздних серий выпуска имеют отличия, которые по возможности будут отражены в тексте.

### Планер
Фюзеляж цельнометаллический полумонококовой конструкции состоит из силового каркаса с гладкой работающей обшивкой. Состоит из трёх частей: носовой части фюзеляжа, центральной части, хвостовой части фюзеляжа с хвостовым обтекателем.
Силовой каркас фюзеляжа включает шпангоуты (№№ 1-44), стрингеры, лонжероны и обшивку.
Носовая часть фюзеляжа имела каркас из 12 шпангоутов (10 основных и два дополнительных) и 4 лонжеронов. Первые три шпангоута являются полурамами. Шпангоуты №№ 5 и 7А усиленные коробчатого сечения. Шпангоут № 1 сделан из прессованного текстолита, остальные шпангоуты дюралевые. Шпангоут № 10 силовой, по нему происходит стыковка носовой части фюзеляжа с центральной.
От шпангоута №5 до шпангоута №7 проложен дюралевый пол лётчика. Сзади шп. №7 проложен наклонный пол штурмана с люком, крышка которого открывается вниз. Крышку можно открывать как изнутри из кабины, так и снаружи.
Обшивка носовой части фюзеляжа на первых сериях самолёта (№№ 1 и 2) была выполнена из переклейки, изготовленной из шпона (то есть фанеры). С 3-й серии обшивка металлическая из листового дюраля Д16ТЛ с толщиной листов 1,5 мм, кроме обшивки от шп. №1 до шп. № 3, которая выполнена из шпоновой переклейки.
Нижнее переднее остекление кабины необходимо для обзора лётчику вниз. Оно состоит из носка (кока) фюзеляжа и нижнего остекления до шп. № 4. Съёмный носок фюзеляжа сверху выполнен из шпона 6 мм и оклеен тканью, нижняя часть носка изготовлена из листа гнутого плексигласа толщиной 6 мм. Каркас нижнего остекления выполнен из бульбуголков. В каркасе имеется откидная (вперёд-вниз) крышка люка, для технических работ на самолёте. К каркасу остекления и люка на потайных болтах крепится 12 плоских панелей остекления из плексигласа толщиной 5 мм.
Кресло лётчика с чашкой под парашют ПЛ-3, может регулироваться по высоте в пределах 80 мм с 4-я фиксированными положениями. Позади сиденья установлена бронеплита (см. бронирование самолёта).
Фонарь передней кабины состоит из лобовой части, верхней крышки, правой створки из двух частей, левой створки и задней блистерной части. Каркас выполнялся из стальных труб, остекление из плексигласа. Крышка фонаря в аварийной ситуации может быть сброшена.
Силовой набор центроплана состоит из шпангоутов №№ 10-23.  Пространство внутри центроплана по 22 шпангоут образует бомбовый отсек. Сверху шпангоутов расположены поперечные балки, над которыми находятся два бензобака. Между шпангоутами 10-12 и 17-19 расположены по две продольные балки для подвески кассетных бомбодержателей. Снизу бомбовый отсек закрыт двумя подвижными створками.
В хвостовой части фюзеляжа находится кабина стрелка и радиста, кроме того, хвостовая часть фюзеляжа несёт на себе хвостовое оперение. Каркас состоит из 18 шпангоутов и четырёх лонжеронов. Продольного набора каркас хвостовой части не имеет. Хвостовая часть стыкуется с центропланной частью фюзеляжа болтами из хромансиля С30ХГСА по контуру шпангоутов.
Внизу между шпангоутами № 24 и № 29 сделан вырез под фотолюк. Между шпангоутами № 30 и № 36 имеются ещё два люка: один люк служит для выбрасывания с парашютом, а также для входа и выхода из самолёта, а другой — для нижней стрелковой установки. Крышка входного люка отштампована из листа бронированной стали и открывается внутрь фюзеляжа от правого борта.
На каждом борту справа и слева от люковой установки было сделано по три круглых окна, застеклённым листовым плексигласом. На самолётах после 44-й серии три окна с каждого борта были переделаны под одно окно большего размера. Нижняя часть фюзеляжа около люковой установки также застеклена листовым плексигласом.
Между шпангоутами 38-40 сделан люк для уборки хвостового колеса.
Внутри хвостовой части фюзеляжа находятся две пулемётные установки, а также фермы под радиооборудование и кислородные баллоны. Пол кабины сделан из листов бакелитовой фанеры.
У радиста имеется сидение с чашкой под парашют ПЛ-3. Сидение может регулироваться по высоте на 75 мм и поворачиваться в горизонтальной плоскости на 180 градусов.
Сверху кабина радиста закрыта задним фонарём, который по конструкции похож на фонарь передней кабины. Он состоит из двух половин: средней и задней. Средняя часть состоит из верхней откидной крышки и двух боковых створок; задняя часть сдвижная, при стрельбе из оружия она открывает пулемётную установку, одновременно защищая стрелка от потока воздуха. Крышка фонаря в аварийной ситуации может быть сброшена.
На конце каркаса хвостовой части фюзеляжа верхняя поверхность срезана под стабилизатор. Сзади к хвостовой части фюзеляжа на анкерных гайках пристыковывается хвостовой кок, который выполнен из фанерной переклейки толщиной 2,5 мм и усилен тремя фанерными шпангоутами и стингерами. На самолётах после 44-й серии съёмный хвостовой кок выполнен металлическим.
Крыло состояло из центральной части, двух отъёмных частей крыла (ОЧК) и двух концевых обтекателей крыла (законцовок). Силовой набор как центроплана, так и консолей крыла состоит из лонжеронов и нервюр. Центральная часть фюзеляжа неразъёмно состыковывается с центральной частью крыла и в таком виде является центральной частью самолёта. Угол установки крыла 2°, поперечного V крыла 7°. Законцовки на первых сериях изготавливались из деревянного каркаса с обшивкой из фанеры ФАБ1Л, затем из дюраля с обшивкой из Д16Т. Оба варианта законцовок полностью взаимозаменяемые.
На задней кромке каждой ОЧК установлен трёхсекционный элерон типа Фриз со 100% весовой компенсацией. Каркас элерона дюралевый, обшивка из полотна АСТ-100.
К центроплану справа и слева на пяти узлах крепится мотогондола (левая и правая), которая является продолжением капота мотора и служит для придания удобообтекаемой форме стойкам шасси в убранном положении. Каждая мотогондола состоит из каркаса, обшитого дюралевыми листами. Внутри мотогондолы (отсека шасси) находится вспомогательное моторное оборудование и баллоны со сжатым воздухом.
Оперение свободнонесущее двухкилевое, состоит из трапециевидного стабилизатора и двух овальных килевых шайб на законцовках. Вся конструкция хвостового оперения изготовлена из дюраля, кроме обшивки половин руля высоты и двух рулей поворота — из ткани АСТ-100. Стабилизатор имеет поперечное V=6° 53′ и угол установки в полёте 0°. Шайбы вертикального оперения установлены параллельно оси симметрии самолёта. Аэродинамический профиль оперения — «Геттинген 443».
Вся конструкция хвостового оперения состоит из 10 законченных сборочных единиц: стабилизатора, двух рулей высоты, двух триммеров руля высоты, двух килей, двух рулей направления и одного триммера руля направления (только на правом руле).

### Винтомоторная группа
(см ст. о моторе АШ-82)
На самолётах Ту-2 разных серий были установлены два звездообразных мотора воздушного охлаждения типа М-82. На самолётах выпуска завода № 166 первоначально устанавливались карбюраторные моторы М-82А с номинальной мощностью 1330 лошадиных сил. На валу мотора устанавливался трёхлопастной воздушный винт изменяемого шага АВ-5 диаметром 3,8 метра.
В дальнейшем на самолётах Ту-2С монтировались два мотора с непосредственным впрыском топлива АШ-82ФН, с воздушными винтами типа АВ-5В-167.
АШ-82ФН — это 14-цилиндровый двухрядный звездообразный четырёхтактный двигатель воздушного охлаждения с двухскоростным нагнетателем, планетарным редуктором (степень редукции 9/16) и аппаратурой высокого давления для непосредственного впрыска топлива в цилиндры. Каждый двигатель со своими навесными агрегатами смонтирован на мотораме в мотогондоле под крылом и называется моторной установкой.
ОТД мотора:
- рабочий объём — 41,2 литра
- степень сжатия — 7,1±0,1
- мощность на взлётном режиме — 1850 л.с. (при оборотах коленвала 2500 об/мин)
- максимальная продолжительность непрерывной работы на взлётном режиме — не более 10 мин
- номинальная мощность на 1-й скорости нагнетателя на расчетной высоте 1550 м — 1670 л.с.
- номинальная мощность на 1-й скорости нагнетателя у земли — 1570 л.с.
- максимально допустимые обороты мотора на пикировании — 2600 об/мин
- обороты малого газа на земле — не выше 500 об/мин
- топливо — этилированный бензин с октановым числом не ниже 95
- часовой расход топлива при работе мотора в полёте на номинальном режиме — 365-395 кг
- сухой вес мотора 900 кг
- ресурс мотора — 150 моточасов[21]

Каждая моторная установка состоит из мотора, моторамы, воздушного винта с коком, выхлопного коллектора, капота, всасывающего патрубка, маслорадиатора, трубопроводов и проводки управления работой мотоустановки. Мотор крепится к мотораме на 14 шпильках.
Конструктивно предусмотрен монтаж и демонтаж мотоустановки на самолёт в сборе. Это обеспечивается специальной конструкцией крепления моторамы к планеру, а также наличием технологических разъёмов всех трубопроводов, электрожгутов, тяг и тросов управления на противопожарной перегородке мотогондолы. Левая и правая мотоустановка полностью взаимозаменяемые.
Моторама представляет собой пространственную ферменную конструкцию  из термообработанных хромансилевых труб 30ХГСА (кольца и попарно сходящихся восьми труб). Она крепится к самолёту в 4-х точках: две верхние точки к первому лонжерону кессона крыла и две нижние точки к раме шасси.
Охлаждение моторов осуществлялось от проходящего через подкапотное пространство потока воздуха. Температура моторов регулируется вручную лётчиком регулировкой расхода воздуха (количеством воздуха) при помощи подвижных створок капота. Нормальная рабочая температура головок цилиндров 215°С
В связи с эксплуатацией самолётов на полевых аэродромах начиная с 8-го с-та 6-й серии (1/61-й серии) на всасывающие патрубки моторов устанавливались противопыльные фильтры из трёхслойной металлической сетки с кадмиевым покрытием.
Воздушный винт АВ-5В- 167 трёхлопастной, правого вращения, изменяемого шага, с гидроцентробежным регулятором оборотов Р-7А(Е). Угол поворота лопастей составляет 30° градусов при начальном угле установки лопастей при малом шаге 24°. Вес винта составляет 205 кг.
Начиная с 17 самолёта 5-й серии выпуска завода № 166 (21/59 серии) устанавливались флюгерные четырёхлопастные винты АВ-9ВФ-21К с регуляторами винта Р-9СМ1. Для флюгирования винта и вывода его из флюгерного положения применялся маслонасос флюгирования с приводным реверсивным электромотором постоянного тока МУ-1000. Время полного флюгирования винта 8-9 сек.
ОТД воздушного винта АВ-9ВФ-21К:
- число лопастей — 4
- диаметр винта — 3,6 м
- вращение винта — правое
- шаг лопастей при минимальном угле — 22° (для самолётов завода № 166 — 23+0,5°, для самолётов завода № 39 с 19-го с-та 1-й серии и самолётов завода № 82 с 1-й серии минимальный шаг 23°±15′ )
- диапазон изменения шага лопастей:
  - рабочий — 33°
  - флюгерный ~ 95° (для самолётов завода № 39 с 19-го с-та 1-й серии и самолётов завода № 82 с 1-й серии флюгерный шаг винта 94°-30′ )
- вес винта — 236 кг

### Топливная система
На самолёте установлено 14 основных бензобаков, разделённых на три группы. Все баки сварной конструкции из материала АМц и протектированы аназотной губчатой  резиной. Заправочная ёмкость всей системы — 2740 литров при полной ёмкости бензобаков 2800 литров. Топливо — бензин 4Б-78.
Первая группа состоит из шести баков: первого, второго, двух третьих и двух одиннадцатых. Бак № 1 расположен в фюзеляже над грузовым отсеком, бак № 2 расположен в кессоне центроплана, баки №№ 3 и 11 расположены в центральной части центроплана. Вторая и третья группы (правая и левая) состоят каждая из четырёх баков №№ 4-5-6-7, расположенных в кессоне отъёмной части крыла. Номера 8,9 и 10 бакам не присвоены. Для увеличения дальности полёта на самолёт в грузоотсек может быть установлен дополнительный подвесной бак №12.
Бензин к моторам поступает самотёком.
Порядок расхода: в первую очередь расходуются консольные баки, затем центроплан и фюзеляж. Для питания моторов в случае повреждений или отказов в топливной системе предусмотрена магистраль кольцевания баков (магистраль низкого давления), и магистраль кольцевания бензонасосов (магистраль высокого давления), соединяющая правые и левые баки.
Для равномерности распределения выработки горючего, на самолётах начиная с 21-го самолёта 38 серии бак №1 был разделён перегородкой, при этом изменилось деление баков на группы расхода — четыре группы правые и левые.
Количество горючего в полёте определяется топливомером, датчики которого имеются только в баках №1 и №6.
Для заправки на баках № 1, № 5 правом и левом и №  7 правом и левом имеются заправочные горловины. Полное время заправки самолёта от бензозаправщика 45 мин 
В полёте баки наддуваются нейтральным газом, который берётся из выхлопного коллектора правого мотора и подводится к дренажному контуру бензобаков с давлением в пределах 40-140 мм. рт. ст.

### Управление самолётом
Управление самолётом жёсткое, выполнено тягами из дюралевых труб. Трубчатые тяги системы управления частью подвешены на качалках, а частью проложены на роликовых направляющих.  Усилия на руль высоты передаются перемещением колонки штурвала вперёд-назад, на элероны — наклоном  баранки штурвала вправо-влево и на рули поворота — дифференциальным перемещением педалей путевого управления вперёд-назад. В системе ножного управления (педалей) установлены центрирующие пружины, кроме того, педали имеют трёхступенчатую регулировку под рост лётчика. Колонка штурвала отклоняется на себя от нейтрали на 27° и от себя — на 20°30′. Отклонение баранки штурвала 75° в обе стороны.
Всё основное управление рулями сосредоточено на мостике управления в кабине пилота. Мостик представляет собой отливку из магниевого сплава МА-4, к которой крепятся колонка штурвала с механизмом баранки, механизм педалей, а также передние точки крепления кресла лётчика. Управление всеми триммерами электрическое, с пульта триммирования у лётчика. Приводом триммеров служат электромеханизмы типа УТ-2. Триммер на правом руле высоты подключен к автомату пикирования АП-3.
Управление посадочными щитками гидравлическое, сосредоточено на гидропульте у лётчика. Механизм подъёмника установлен на двух качалках в фюзеляже на шп. № 20. От подъёмника в обе стороны (в крыло) отходят тяги управления щитками.
Все серийные самолёты Ту-2 могли оборудоваться т.н. «тренировочным мостиком» второго пилота. Он мог ставиться на месте кресла штурмана, справа-сзади кресла пилота. Тренировочный мостик имел колонку со штурвалом и педали, и соединялся тягами управления с мостиком пилота.

### Гидравлическое оборудование
Гидросистема самолёта предназначена для управления:
- шасси и хвостовым колесом
- посадочными щитками и тормозными решётками (при установке)
- створками бомболюков
- створками охлаждения моторов
- тормозами колёс шасси

Рабочее давление в системе — 75-80 кг/см² с расходом 18-20 лит/мин. Давление создаётся двумя шестерёнчатыми гидронасосами МШ-3А с постоянным приводом от моторов, с производительностью одного насоса 7 л/мин при оборотах мотора 2200 об/мин.
В линии тормозов колёс был установлен гидроаккумулятор, который позволял произвести посадку самолёта и торможение колёс шасси при неработающих моторах (помпах), а также держать самолёт на стоянке с заторможенными колёсами.
В качестве рабочей жидкости применялась спирто-глицериновая смесь этилового спирта с удельным весом 0,81 и глицерина с удельным весом 1,26 в соотношении 1/1 по объёму. При зимней эксплуатации количество глицерина уменьшалось до объёмных 40% и добавлялось 10% дистиллированной воды. Емкость гидросистемы без учёта ёмкости гидробака 32-35 литров.
Для управления работой гидросистемы на левом борту кабины пилотов было установлено три гидропульта: пульт гидроприводов шасси и створок грузового отсека; пульт управления посадочными щитками (и решётками воздушных тормозов, при их наличии); пульт управления боковыми и лобовыми створками охлаждения моторов.
В качестве аварийного/резервного средства в кабине пилотов на правом борту (шп. №№ 9-9а) был расположен ручной поршневой насос РП-3 (или помпа «агрегат 266»). Этот насос использовался при наземных работах на самолёте без запуска моторов, а также мог быть использован экипажем в полёте при отказах, например, при остановке обоих моторов в воздухе. Продолжительность выпуска стоек шасси при работе ручным насосом составляла около 5-6 мин. На случай полного отказа гидравлики был предусмотрен аварийный выпуск стоек шасси и хвостового колеса сжатым воздухом, подаваемым от системы запуска моторов.
Для наземных проверок гидроагрегатов самолёта без запуска моторов на правом борту фюзеляжа между шпангоутами 10 и 11 была установлена панель питания гидросистемы от наземной помпы.

### Посадочные приспособления
Шасси состоит из двух одинаковых стоек (ног шасси) — правой и левой. Каждая стойка состоит из гидропневматического амортизатора, сварной вилки с колесом, подкосов, штампованной балки, траверсы, подъёмника и замка шасси. В полёте каждая стойка закрывается двумя подвижными створками.
Амортизатор с торможением на обратном ходу, заряжается сжатым воздухом до давления 15-16 кг/см² и заправляется гидравлической смесью, состоящей по объёму из 40% этилового спирта и 60% очищенного от щёлочи глицерина.
На каждой стойке установлено одно тормозное колесо 1100х425 мм с двухколодочным гидравлическим тормозом отечественного производства или американское колесо 45х17х16″ с двухколодочным тормозом фирмы Бендикс. Американские и отечественные пневматики по габаритным и посадочным размерам полностью взаимозаменяемые. Монтажные размеры оси и фланца вилки у этих колёс разные и колёса в сборе не взаимозаменяемые. Ещё существовала комбинация американского колеса с отечественными тормозами изд. ТЗ-52, взаимозаменяемая с тормозами фирмы Бендикс. Допускается на одном самолёте использовать американские колёса с американскими или отечественными тормозами.
Затем на самолётах начиная с 51-й серии устанавливались колеса основных стоек с пневматиками 1100х395 с увеличенными тормозами.
Управление торможением колёс шасси от педалей путевого управления пилота через редукционный клапан ДС-3, что позволяло плавно затормаживать колёса пропорционально нажатию педалей, раздельно правое или левое колесо, или одновременно оба колеса. В контуре торможения колёс был установлен шаровый гидроаккумулятор, емкости которого гарантированно хватало на 15 полных затормаживаний колёс при полном отсутствии давления в гидросистеме самолёта.
В хвосте самолёта было установлено убираемое в полёте хвостовое колесо размером 470х210 мм. Колесо самоориентирующееся, кругового вращения, с механизмом автоматической стабилизации в нейтральном положении. В полёте убранное колесо закрывается двумя створками и фиксируется стопором. На самолётах, начиная с 51-й серии, устанавливалось усиленное хвостовое колесо 530х230 с другим амортизатором.
Уборка и выпуск стоек шасси производится от гидравлической системы самолёта, в аварийных случаях возможен одноразовый выпуск шасси от воздушной системы, после чего требуется дополнительное наземное обслуживание гидроподъёмников шасси (удаление воздуха из полостей).

### Противообледенительные устройства
На Ту-2 для борьбы с обледенением была смонтирована антифризная установка. Антифриз подавался на левый и правый воздушные винты через разбрызгивающее кольцо на  коке винта. Антифриз из бачка ёмкостью 8 литров выдавливался воздухом от насоса АК-4 питания гироприборов или нейтральным газом от выхлопной системы правого мотора (зависело от смонтированной на самолёте системы питания гироприборов). В качестве антифриза использовалась смесь из химически чистого глицерина 15%, остальное спирт-ректификат.
На самолётах с 23/59-й серии была установлена противообледенительная система, включающая:
- механические противообледенители передних кромок киля, стабилизатора и отъёмных частей крыла, в виде резиновых покрышек с пневмокамерами, которые периодически наполняются воздухом под давлением 0,7 атм от установленных на моторах насосах В-12. С помощью электрического распределителя давления в камерах создаются своеобразные волны с периодичностью 6-8 сек. (полный цикл 32-39 сек), которые ломают и сбрасывают налипающий на кромки лёд.
- жидкостная противообледенительная система винтов и передних стёкол кабины лётчика. На винты подаётся смесь спирта и глицерина, на стекло чистый спирт. Для подачи жидкости установлены два электронасоса Д-20.
- механический очиститель переднего стекла фонаря лётчика в виде в двух подвижных щёток с общим приводом от электромотора ДВ-2.

### Электрооборудование
Бортовая сеть самолёта централизованная, постоянного тока на напряжение 27 вольт, двухпроводная экранированная с минусом на массе.
Источники электроэнергии в полёте — два генератора постоянного тока ГС-1000 с регуляторными коробками РК-32-1000 и аккумуляторная батарея 12-А-30 ёмкостью 30 ампер-часов. Оба генератора в полёте работают параллельно на общую сеть. Аккумуляторная батарея питает сеть при неработающих генераторах, а в полёте она сглаживает броски напряжения при перекоммутации потребителей сети.
Генератор — это четырёхполюсная динамомашина постоянного тока с шунтовым возбуждением. Отдаваемая мощность одного генератора при номинальных оборотах мотора не более 1000 вт., при напряжении в диапазоне 24-29 вольт. Для устранения помех радиоприёму на самолётах, начиная с 39-й серии, были установлены сетевые фильтры СФ-1А.
Аккумулятор установлен в теплоизолированном контейнере в фюзеляже, шп. №№ 22-24. Генераторы установлены на моторах.
Распределительная сеть самолёта централизованная: на левом борту внутри носовой части фюзеляжа установлен центральный распределительный щит ЦРЩ с коробкой предохранителей. Также на самолёте имелись ещё два распределительных электрощитка: щиток передней кабины и щиток радиста.
Вся бортовая сеть самолёта была разбита на фидеры, питающие свои потребители:
- Э2, Э12 — энергетика, т. е. источники электроэнергии
- А — аэронавигационные огни
- Б — бензиномер
- Д — освещение приборных досок кабины лётчика и обогрев часов АВР
- З — система зажигания моторов
- И-3 и И-4 — измерительные приборы и дистанционный компас
- М-1, М-2, М-3 — оружие и фотокинопулемёты
- Н-1, Н-2 — фотоаппараты
- П-1 и П-2 — подсвет прицелов, освещение и трёхцветная сигнализация
- Р — переключение скоростей нагнетателя (на с-тах с 50-й серии)
- С — сброс бомб и автомат пикирования
- Т-1, Т-2 и Т-3 — управление триммерами
- Ф — фары
- Ц — дистанционный компас (кроме с-тов выпуска завода №166)
- Ш — сигнализация шасси
- О — фидер тахометров и термопар, с самолётной сетью не связан

Электропроводка на самолёте была выполнена экранированным проводом марки ЛПРГСЭ сечением от 0,75 до 10 мм², кроме электропроводки в консолях и хвостовом оперении, которая была из жгутов неэкранированного провода ЛПРГС, где роль экрана выполняет дюралевая обшивка планера самолёта, так как представляет собой короткозамкнутый контур. Каждый провод в жгуте имеет бирку, на которой выбита буква идентификации жгута электропроводки и номер провода в жгуте. В местах стыка агрегатов и отдельных частей самолёта все жгуты стыкуются стандартными штепсельными электроразъёмами.
На самолёте Ту-2 широко применяется металлизация, то есть электрическое соединение всех металлических частей самолёта в единую замкнутую электроцепь с малыми переходными сопротивлениями, что способствует свободному перетеканию накапливающегося в полёте статического электричества и заметному улучшению работы бортовой радиоаппаратуры. Перемычки металлизации изготовлены из медных обслуженных плетёнок и установлены на всех тягах, качалках, трубопроводах, рулях, подвижных элементах обшивки, люках и т.п.
К каждому пятому самолёту Ту-2 (комплект поставки 1/5) прикладывался альбом фидерных схем, в котором были учтены изменения, не отражённые в техническом описании самолёта.

### Специальное оборудование
Под спецоборудованием самолёта понималось: аэронавигационное оборудование, в т. ч. приборные доски; аэрометрические, гироскопические, пневматические, магнитные приборы; кислородное оборудование; фотооборудование; электрооборудование (см. выше); радиооборудование (см. ниже); вспомогательное оборудование; металлизация и экранировка; установки для слепой посадки самолёта.

### Радиооборудование
- самолётное переговорное устройство СПУФ-4бис на четыре абонентских аппарата
- радиостанция РСБ-3бис-АД — связная радиостанция
- командная радиостанция для связи с другими самолётами или с землёй РСИ-6
- РПК-2Б — радиополукомпас для навигации (или РПКО-10М)
- аппаратура опознавания СЧ-3

Краткое описание изделий радиооборудования:
Самолётное переговорное устройство обеспечивает постоянную связь между членами лётного экипажа, экипированного в шлемофоны с подключенными ларингофонами. Кроме того, лётчик через свой абонентский аппарат СПУ может подключаться к радиостанциям РСБ-3бис, РСИ-6 и к радиополукомпасу. Штурман, кроме внутренней связи, может подключаться к радиостанции РСБ-3бис и к радиополукомпасу. Стрелок-радист подключается к радиостанции РСБ-3бис и к СПУ. Нижний стрелок имеет только внутреннюю связь по СПУ. Усилитель СПУ и органы управления СПУ установлены у стрелка-радиста.
Авиационная коротковолновая телеграфно-телефонная радиостанция РСБ-3бис-АД предназначена для телефонной и телеграфной связи самолёта с землёй и удалёнными самолётами. Комплект радиостанции устанавливался в хвостовом отсеке самолёта в районе шпангоутов 24-27, возле рабочего места стрелка-радиста. Тросовая антенна радиостанции натянута между мачтой, установленной на переднем фонаре и левым килем хвостового оперения. Антенна разделена изоляторами на две части: антенну радиополукомпаса (от мачты) и антенну собственно радиопередатчика. Для возможности выхода в эфир у лётчика была кнопка дистанционного включения передатчика на штурвале, с установкой на борт второй радиостанции РСИ-6 управление РСБ-3бис-АД от лётчика убрали.
Командная радиостанция РСИ-6  предназначена для двусторонней связи лётчика с другими самолётами или землёй. Приёмник, передатчик и умформер радиостанции установлены на кронштейне в бомболюке между шп. 21-22. Радиоприёмник имеет дистанционное управление, для чего в кабине пилота установлен щиток на верхнем лонжероне у шп. № 7. Радиопередатчик дистанционного управления не имеет и настраивается на земле перед полётом. Тросовая антенна радиостанции натянута между мачтой на обшивке шп. № 20 и левым килем.
Радиополукомпас РПКО-10М устанавливался на самолёты до 10-го 50-й серии. Радиополукомпас позволял вывести самолёт к месту нахождения работающей радиостанции, используя индикатор курса или на слух по принимаемому сигналу. Так как рамка антенны РПКО неподвижна, пеленгация сигнала была невозможна. Начиная с 11-го с-та 50-й серии устанавливался радиополукомпас РПК-2, имеющий подвижную рамку и позволяющий пеленговать радиоизлучающие объекты. Для уменьшения девиации РПК и увеличения дальности действия носовая часть фюзеляжа самолёта имела обшивку, выклеенную из шпона и текстолитовый 1-й шпангоут, в плоскости которого была установлена приёмная антенна РПК. Индикатор курса расположен на средней приборной доске лётчика и хорошо виден также и штурману. График радиодевиации РПК вкладывался под плексиглас столика штурмана.
Аппаратура опознавания СЧ-3 предназначена для посылки кодированных радиоимпульсов в ответ на запрос наземных станций радиоопознавания. Приёмопередатчик аппаратуры размещён на правом борту между шп. №№ 33-34. Антенная система состоит из двух симметрично расположенных лучей, натянутых между шпангоутом № 32 и обоими килями. Управление аппаратурой сосредоточено на щитке радиста.
Установка для слепой посадки посадки самолётов.
На самолётах 21/63 серии устанавливался радиокомпас АРК-5, радиовысотомер РВ-2 и маркерный радиоприёмник МРП-48.
АРК-5 позволял решать следующие задачи:
- полёт на радиостанцию с визуализацией курса
- полёт на радиостанцию с звуковой индикацией курса
- полёт от радиостанции
- определять углы сноса и вектора ветра
- определять пеленги радиостанции
- совершать полёт по радиомаяку

Приёмник АРК установлен в передней части фюзеляжа, поворотная рамка антенны в носовой части фюзеляжа. Индикация курсовых углов радиостанции (КУР) выводится на два индикатора у лётчика и у штурмана. Питание АРК напряжением 115 вольт с частотой 400 гц. выполнено от мотор-альтернатора МА-250. Радиокомпас при монтаже на самолёте  настроен на заводе-изготовителе с точностью ±2°.
Радиовысотомер РВ-2 предназначен для определения истиной высоты полёта над землёй в диапазоне 0-1200 м. Блок приёмо-передатчика РВ установлен в кабине радиста на амортизационной раме, приёмная и передающая антенна расположены на откидных панелях центроплана, прибор-индикатор установлен на левой приборной доске лётчика рядом с ГМК-2. Питание высотомера током высокого напряжения от умформера РУ-11АМ в кабине радиста.
Маркерный радиоприёмник МРП-48 системы слепой посадки «Материк». Блок радиоприёмника был установлен в кабине радиста, а его антенна из биметаллической проволоки смонтирована на двух антенных стойках с левой стороны хвостовой части фюзеляжа. МРП не имеет отдельного включения и включается вместе с радиокомпасом общим выключателем. Сигнальная лампочка радиоприёмника установлена на левой приборной доске лётчика.

### Бронирование самолёта
Бронирование состоит из бронеплиты штурмана (по правому борту), бронеспинки кресла лётчика с противоосколочным экраном (для защиты оборудования кабины), бронеплитой  перед центральным распределительным щитом электросети (по левому борту от лётчика). Кроме того, передняя кабина защищена от обстрела со стороны хвостовой части тремя бронеплитами в центральной части фюзеляжа между шпангоутами №№ 10 и 12 и в гаргроте за блистерной установкой.
Бронирование хвостовой части фюзеляжа состоит из четырёх бронелистов: откидная бронеплита между шп. 29-30, бронелист в верхней части шп. № 29, наклонная откидная броня между шп. 35 и 37, и нижний входной бронелюк возле нижней пулёмётной установки (шп. 30-33).

### Вооружение
Стрелковое вооружение
На самолётах выпуска завода №166 в 1942 г. стрелковое вооружение включало:
- наступательное (неподвижное для стрельбы вперёд):
  - 7,62 пулемёта ШКАС (общий боезапас 1400 патронов) — 2 шт.
  - 20 мм пушки ШВАК (общий боезапас 300 снарядов) — 2 шт.
  - реактивные орудия РО-132 — 10 шт.
- оборонительное:
  - блистерная установка штурмана под 12,7 пулемёт УБТ (боезапас 195 патронов)
  - установка ТСС-4 стрелка-радиста под 7,62 пулемёт ШКАС (1000 патронов)
  - люковая установка под пулемёт УБТ (260 патронов)

На опытном самолёте «103В» оборонительное вооружение состояло из трёх 7,62 мм пулемётов ШКАС
Стрелковое вооружение более поздних самолётов (1944 год и позже) состояло из:
- наступательное — две неподвижные пушки ШВАК (всего 300 снарядов)
- оборонительное: трёх огневых точек, 12,7 мм пулемёты системы Берёзина турельные УБТ.

На самолётах до 48-й серии в задней части переднего фонаря имелась блистерная установка штурмана БУШ-1 под 12,7-мм пулемёт УБТ, которая затем была заменена на установку ВУС-1.
Задний фонарь радиста имел заднюю сдвижную часть (т.н. «черепаха») под пулемётную установку ВУБ-2М (до 44-й серии). С 21-го с-та 50-й серии подвижная часть заднего фонаря была заменена козырьком из оргстекла, установка ВУБ-2М заменена на ВУБ-68. На самолётах завода № 166 использовали станок ВЕУ-1 с электроприводом. Ёмкость патронного ящика установки ВУБ-2М — 250 патронов.
Люк нижней огневой точки находился между 33-м и 36-м шпангоутом снизу. В походном положении люк закрывался двумя боковыми створками и откидной крышкой. До 49-й серии использовался станок ЛУ-Пе-2 («люковая установка» от самолёта Пе-2), потом начали использовать станок ЛУ-68. Стрелок при стрельбе из нижнего пулемёта лежал на животе ногами в направлении полета. Боезапас установки 300 патронов.
Бомбардировочное вооружение: нормальная боевая нагрузка составляет 1 тонну, в перегруз до 2 тонн, полная ёмкость бомбодержателей максимальная до трёх тонн. Бомбы размещаются внутри фюзеляжного бомбового отсека (внутренняя подвеска) и на замках наружных бомбодержателей (наружная подвеска).
Бомбы могут одновременно подвешиваться на кассетные бомбодержатели как внутри, так и снаружи. Допускается несимметричная подвеска бомб. Для подвески бомб малого калибра (9 штук 50 кг или 100 кг) в бомбовый отсек монтируется подвесная кассета ПДК-2 в виде балки. Для подъёма бомб самолёт был снабжён двумя ручными лебёдками БЛ-4.
Сброс всех бомб программный электропиротехнический от электробомбосбрасывателя ЭСБР-6, продублирован аварийным механическим сбрасывателем АСБР-103.
Для бомбометания с пикирования на самолёте смонтирован электрический автомат пикирования. Работа автомата пикирования была основана на том, что при бомбометании, находясь на боевом курсе лётчик толкал вперёд ручку автомата пикирования (нажимной выключатель на гидропульте). При этом электрический механизм триммера отрабатывал и триммер руля высоты отклонялся вверх на 6°20′ и руль высоты, соответственно, отклонялся вниз, переводя самолёт в пикирование. При нажатии лётчиком боевой кнопки на правом роге штурвала одновременно с началом работы ЭСБР-6 и сбросом бомб электромеханизм триммера руля высоты начинал отрабатывать обратно в нейтральное положение.
Для бомбометания с горизонтального полёта в полу кабины штурмана был смонтирован оптический прицел ОПБ-1Р. Для бомбометания с пикирования, а также стрельбы из крыльевого оружия у лётчика имелся прицел ПБП-1.
Варианты подвески бомб на самолёт в нормальном варианте (в скобках в перегрузочном варианте):
- ФАБ-1000 — одна (две) шт.
- или БРАБ-1000 — одна (две) шт.
- или ФАБ-500 — две (три) шт.
- или БРАБ-500 — две (три) шт.
- или ФАБ-250цк — 4 (6) шт.
- или ФАБ-250св — 4 шт.
- или БРАБ-220 — 4 (6) шт.
- или БРАБ-ДС-150 — 4 шт.
- или ФАБ-100 (только внутренняя подвеска) — 9 шт.
- или ФАБ-50тт (только внутренняя подвеска) — 9 шт.

Взамен бомб могли подвешиваться кассеты АБК-П-500 — до трёх шт. (одна внутри и две снаружи). Такая кассета представляет собой аэродинамически обтекаемый тонкостенный контейнер с дистанционно управляемыми створками (от пиропатронов ПП-3). Кассета изготовлена в габаритах бомбы ФАБ-500 и предназначена для загрузки мелкими бомбами или ампулами АЖ-2. Вес пустой кассеты 85 кг, вес снаряженной зависит от характера груза внутри кассеты и максимально достигает 500 кг. Кассета подвешивается на самолёт в снаряженном виде. Варианты загрузки (одной) кассеты АБК-П-500:
- АО2,5-2 — 189 шт.
- АО2,5сч — 150 шт.
- АО2,5-3 — 57 шт.
- АО8,М6 — 46 шт.
- АО8,М2 — 18 шт.
- АО10сч — 30 шт.
- АО10штат — 22 шт.
- АО15 — 22 шт.
- АО20М — 8 шт.
- ЗАБ2,5-1 — 108 шт.
- ЗАБ2,5-Т — 108 шт.
- АЖ-2 — 136 шт.
- ЗАБ-10ТГ — 20 шт

### Изменения в конструкции самолёта Ту-2 после 1944 года
- с 15 серии смонтирована система наземного запуска моторов газопаровой бензосмесью от наземного генератора газа
- с 20-й серии вместо кислородного прибора КПА-3бис монтируется КП-12, с 39-й серии — КП-14
- на самолётах с 28 серии вместо радиополукомпаса РПК-10 устанавливался РПКО-10М
- на самолётах с 38 серии в кабине установлена панель манометров на семь стрелочных приборов
- доработки бензосистемы и порядка расхода горючего с 21 машины 38 серии
- с 39-й серии изменено расположение радиооборудования в кабине радиста
- с 41-й серии вместо передатчика РСБ-3бис устанавливался РСБ-3бисА с увеличенным коротковолновым диапазоном

### Изменения в конструкции и оборудовании самолётов Ту-2 выпуска заводов №39 и 82
Каркасная часть самолётов производства заводов № 39 и № 82 в основном сходна с конструкцией завода № 166. Произведены мелкие доработки и улучшения, но в основном изменения коснулись в связи с установкой нового более совершенного оборудования и агрегатов:
- Установлена новая электрифицированная стрелковая установка стрелка-радиста ВЭУ-1
- Заменена радиостанция РСБ-3бис-АД на РСБ-5
- Заменено переговорное устройства СПУ-4 на СПУ-5
- Заменены генераторы ГС-1500 на более мощные ГСН-3000 с принудительным воздушным охлаждением
- Вместо авиагоризонта АГК-2 установлен АГК-47А(Б)
- Гиромагнитный компас ГМК-2 заменён гирополукомпасом ГПК-46
- Указатель закрылков УЗ-40 заменён на УЗП-47
- Вместо акселерометра А-1 установлен А-8
- Дистанционный компас ПДК-44 заменён на ПДК-45
- Установлен указатель курса СУП
- Воздушный термометр ТВЭ-40 и термометр масла ТМЭ-45 заменены на унифицированный термометр ТУЭ-48
- Заменён тахометр ТЭ-44 на ТЭ-45
- Предусмотрена установка ночного аэрофотоаппарата НАФА-3С/50 и дневного АФА-ИМ
- Изменились фидеры электросети и расположение приборов.
- Усилены элементы планера
- Введена дополнительная герметизация
- Усилены бензобаки
- Изменена конструкция сидений лётчика и радиста
- и др.

По моторной установке:
- На самолётах завода № 82 установлены моторы АШ-82ФН с модернизированными агрегатами
- На самолётах завода № 39 с 19 самолёта 1 серии и завода № 82 с 1 серии установлены четырёхлопастные воздушные винты с системой флюгирования марки АВ-9ВФ21К и другими коками винта
- и др.

### Изменения в конструкции и оборудовании фоторазведчика Ту-6
Самолёт Ту-6 создан в 1947 году на базе бомбардировщика Ту-2 и в целом повторяет его конструкцию, изменения коснулись лишь установленного оборудования, в связи с изменением основного предназначения самолёта.
На самолёт могут устанавливаться в различных вариантах пять типов фотоаппаратов: четыре фотоаппарата АФА-33 с фокусным расстоянием 20, 50, 75 или 100 см или ночной фотоаппарат НАФА-3С. Одновременно на борт возможна установка двух разных дневных фотоаппаратов или одного ночного.
Один дневной фотоаппарат устанавливается неподвижно для плановой съёмки, а второй — на качающейся фотоустановке АКАФУ-156Л.
При установке ночного фотоаппарата дневные фотоаппараты с самолёта снимаются, а в грузовой отсек монтируется кассета ПДК-2 для девяти шт. фотобомб.
Также на самолёте проведены следующие изменения:
- в грузовой отсек возможна установка дополнительного подвесного бензобака на 650 литров горючего
- радиокомпас РПК-2 заменён на американский SCR-269 «Бендикс»
- снята командная радиостанция РСИ-6, приставка СПУ-2М и обеспечено дистанционное пользование пилотом установленной у радиста радиостанцией РСБ-3бис-АД
- снят автомат пикирования
- частично демонтировано бомбардировочное оборудование
- установлено дополнительно 4 кислородных баллона
- установлены писсуары для членов экипажа
- в задней кабине предусмотрено место для 4-х аварийных бортпайков

## Лётно-технические характеристики Ту-2С 1942 г.в.
Источник данных: 

Технические характеристики
- Экипаж: 4 чел.
- Длина: 13,80 м
- Размах крыла: 18,52 м
- Высота: 4,13 м
- Площадь крыла: 48,52 м²
- Масса пустого: 7601 кг
- Нормальная взлётная масса: 10538 кг
- Масса топлива во внутренних баках: нормальная заправка — 1000 кг, заправка в перегруз — 2200 кг (полная ёмкость бензобаков — 3000 л)
- Силовая установка: 2 × ПД М-82

- Воздушный винт: АВ-5-167А
- Диаметр винта: 3,8 м

Лётные характеристики
- Максимальная скорость:  
  - у земли: 444 км/ч
  - на высоте: 521 км/ч
- Практическая дальность: 2020 км (заправка 2200 кг, бомбы 1000 кг, высота полёта 1000 м при ср. скорости 365 км/ч)
- Перегоночная дальность: 2200 км (с полной заправкой 3000 л, ср. высота полёта 3000 м) полётное время 6 часов 6 мин
- Практический потолок: 9000 м
- Скороподъёмность: 490 м/мин.
- Нагрузка на крыло: 217 кг/м (при нормальном полётном весе 10537,9 кг)
- Длина разбега: 530 м (при весе 11500 кг)
- Длина пробега: 545 м (при весе 11500 кг)

Вооружение
- Стрелково-пушечное: наступательное — две 20-мм пушки ШВАК, два 7,62-мм пулемёта ШКАС; оборонительное — два 12,7-мм пулемёта УБТ и один 7,62-мм пулемёт ШКАС
- Боевая нагрузка: бомбы 1018,5 кг, патроны 187 кг
- Неуправляемые ракеты: 10 реактивных орудий для снарядов РО-132
- Бомбы: нормально — 1000 кг, максимальная расчетная бомбовая нагрузка — до 2000 кг; ёмкость бомбодержателей —  до 3000 кг

## В произведениях искусства
•  Эпизод с флаттером в фильме «Им покоряется небо. 
- История создания самолёта Ту-2 показана в фильме «Поэма о крыльях»
- Бомбардировщик Ту-2 показан в киносериале «Баллада о бомбере» (2011).